# Schergenweiher
Die Schergenweiher ist ein natürliches Gewässer in der Gemeinde Bernried am Starnberger See. Der See wird durch Zuflüsse aus dem Gänsweiher und dem Gallaweiher gespeist und entwässert zum Auweiher.